# Goodison Park

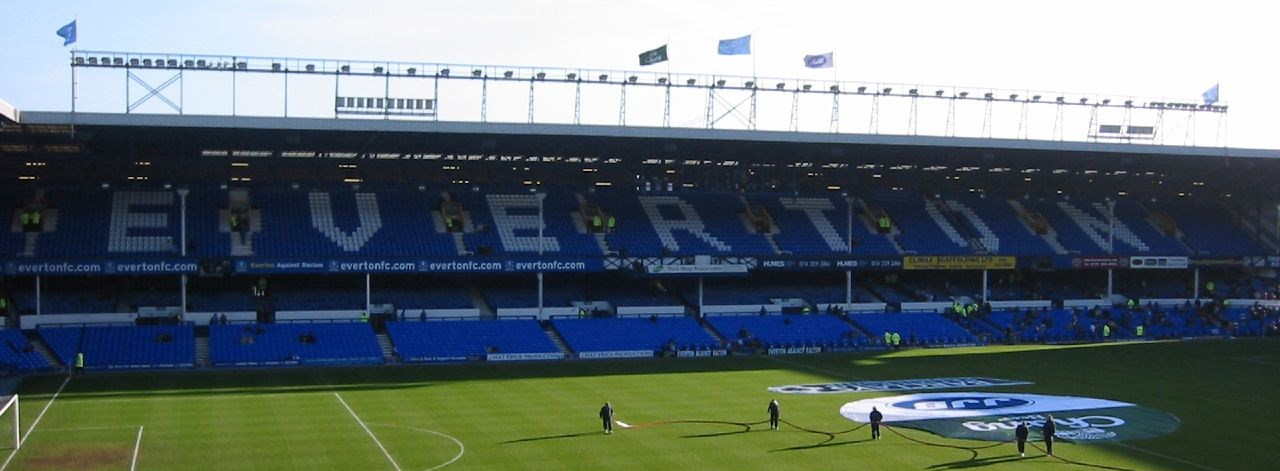
Bullens Road

Goodison Park este un stadion de fotbal situat în Walton, Liverpool, Anglia. El este stadionul de casă al echipei Everton F.C. încă de la construirea sa în 1892 și este unul din primele stadioane din lume specifice și destinate pentru fotbal. Stadionul se află într-o zonă rezidențială, accesul la el fiind facilitat de serviciile transportului urban cu autobuze și prin transport feroviar, fiind situat la doar 3 km de centrul orașului Liverpool.

## Structura

Planul-schemă al stadionului Goodison Park

Stadionul Goodison Park are o capacitate totală de 40.157 locuri pe scaune, repartizate în patru tribune: Goodison Road Stand, Gwladys Street Stand, Bullens Road Stand, și Park End Stand.

## Spectatori

Average yearly attendance for Goodison Park

Goodison Park e stadionul din Anglia cu una dintre cele mai mari prezențe medii ale spectatorilor din țară. Stadionul a avut doar șase sezoane în care Everton nu a fost printre primele zece cele mai mari populare în țară.
Cea mai mare prezență medie în istoria clubului a fost 51.603 spectatori per meci (în 1962–1963) iar cea mai mică 13.230 (1892–1893) care a fost înregistrată în primul an de existență al Goodison Park.
Top 5 meciuri ale FC Everton cu cei mai mulți spectatori pe Goodison Park:
| Data              | Competiția   | Adversar                | Spectatori |
| ----------------- | ------------ | ----------------------- | ---------- |
| 18 September 1948 | Division One | Liverpool               | 78.299     |
| 14 February 1953  | FA Cup       | Manchester United       | 77.920     |
| 28 august 1954    | Division One | Preston North End       | 76.839     |
| 29 January 1958   | FA Cup       | Blackburn Rovers        | 75.818     |
| 27 December 1954  | Division One | Wolverhampton Wanderers | 75.322     |

Sursa:
Top 5 meciuri ale FC Everton cu cei mai puțini spectatori pe Goodison Park:
| Data             | Competiția              | Adversar   | Spectatori |
| ---------------- | ----------------------- | ---------- | ---------- |
| 20 December 1988 | Simod Cup               | Millwall   | 3,703      |
| 1 October 1991   | Zenith Data Systems Cup | Oldham     | 4,588      |
| 22 January 1991  | Zenith Data Systems Cup | Sunderland | 4,609      |
| 16 February 1988 | Simod Cup               | Luton      | 5,204      |
| 28 February 1989 | Simod Cup               | Q.P.R.     | 7,072      |

Sursa:

## Meciuri
Deși a fost construit anume pentru meciurile lui Everton F.C., Goodison Park a găzduit și multe alte tipuri de evenimnte.

### Campionatul Mondial de Fotbal 1966
Goodison Park a găzduit 5 meciuri la Campionatul Mondial de Fotbal din 1966.

#### Faza grupelor
| 12 July 1966 | Brazilia               | 2–0      | Bulgaria |                                                                                               |  |
| 19:31        | Pelé 15' Garrincha 63' | (Raport) |          | Stadion: Goodison Park, Liverpool Spectatori: 48,000 Arbitru: Kurt Tschenscher (West Germany) |  |

| 15 July 1966 | Ungaria                               | 3–1      | Brazilia   |                                                                                     |  |
| 19:30        | Bene 2' Farkas 64' Mészöly 73' (pen.) | (Report) | Tostão 14' | Stadion: Goodison Park, Liverpool Spectatori: 52,000 Arbitru: Ken Dagnall (England) |  |

| 19 July 1966 | Portugalia                 | 3–1      | Brazilia  |                                                                                       |  |
| 19:30        | Simöes 15' Eusébio 27' 85' | (Report) | Rildo 70' | Stadion: Goodison Park, Liverpool Spectatori: 62,000 Arbitru: George McCabe (England) |  |

#### Sferturi de finală
| 23 July 1966 | Portugalia                                             | 5–3      | Coreea de Nord                                        |                                                                                           |  |
| 15:00        | Eusébio 27' 43' (pen.) 56' 59' (pen.) José Augusto 80' | (Report) | Pak Seung-Zin 1' Lee Dong-Woon 22' Yang Sung-Kook 25' | Stadion: Goodison Park, Liverpool Spectatori: 51,780 Arbitru: Menachem Ashkenazi (Israel) |  |

#### Semifinale
| 25 July 1966 | Germania de Vest           | 2–1      | Uniunea Sovietică |                                                                                         |  |
| 19:30        | Haller 42' Beckenbauer 67' | (Report) | Porkujan 88'      | Stadion: Goodison Park, Liverpool Spectatori: 39,840 Arbitru: Concetto Lo Bello (Italy) |  |

### Finala Cupei Angliei
După doi ani de la construcție, Goodison Park a fost ales de către The Football Association să găzduiască finala FA Cup (Cupa Angliei).
| An            | Spectatori | Câștigător   |   | Pierdant         |   | Detalii |
| ------------- | ---------- | ------------ | - | ---------------- | - | ------- |
| 31 March 1894 | 37.000     | Notts County | 4 | Bolton Wanderers | 1 | [ 10 ]  |

### British Home Championship

#### Anglia
Goodison Park a fost de opt ori gazda Angliei la British Home Championship.
| Data             | Echipa gazdă |   | Echipa oaspete  |   | Detalii |
| ---------------- | ------------ | - | --------------- | - | ------- |
| 6 April 1895     | Anglia       | 3 | Scoția          | 0 | [ 11 ]  |
| 16 February 1907 | Anglia       | 1 | Irlanda         | 0 | [ 12 ]  |
| 1 April 1911     | Anglia       | 1 | Scoția          | 1 | [ 13 ]  |
| 22 October 1924  | Anglia       | 3 | Irlanda         | 0 | [ 14 ]  |
| 22 October 1928  | Anglia       | 2 | Irlanda         | 1 | [ 15 ]  |
| 6 February 1935  | Anglia       | 2 | Irlanda         | 1 | [ 16 ]  |
| 5 November 1947  | Anglia       | 2 | Irlanda         | 2 | [ 17 ]  |
| 11 November 1953 | Anglia       | 3 | Irlanda de Nord | 1 | [ 18 ]  |

#### Irlanda de Nord
Pe 22 februarie 1973 Irish Football Association a anunțat că echipa națională de fotbal a Irlandei de Nord își va juca meciurile de acasă de la British Home Championship 1973 pe Goodison Park din cauza revoltei civile din Belfast din acea perioadă.
| Data        | Echipa gazdă    |   | Echipa oaspete |   |
| ----------- | --------------- | - | -------------- | - |
| 12 May 1973 | Irlanda de Nord | 1 | Anglia         | 2 |
| 19 May 1973 | Irlanda de Nord | 1 | Țara Galilor   | 0 |

Ambii marcatori nord-irlandezi Dave Clements (vs. Anglia) și Bryan Hamilton (vs. Wales) au jucat ulterior în cariera lor pe Goodison Park pentru clubul Everton.

### Meciuri neutre pe Goodison Park
| Data              | Competiția                           | Echipa gazdă                  |    | Echipa oaspete                        |   | Detalii |
| ----------------- | ------------------------------------ | ----------------------------- | -- | ------------------------------------- | - | ------- |
| 21 April 1894     | Inter-League Match                   | Football League XI            | 1  | Scottish League XI                    | 1 | [ 21 ]  |
| 21 March 1896     | FA Cup Semi final                    | Bolton Wanderers              | 1  | Sheffield Wednesday                   | 1 | [ 22 ]  |
| 11 April 1896     | Inter League Match                   | Football League XI            | 5  | Scottish League XI                    | 1 | [ 21 ]  |
| 21 March 1903     | FA Cup Semi final                    | Bury                          | 3  | Aston Villa                           | 0 | [ 23 ]  |
| 13 March 1904     | FA Cup Semi final                    | Manchester City               | 3  | Sheffield Wednesday                   | 0 | [ 24 ]  |
| 28 April 1910     | FA Cup Final (Replay)                | Newcastle United              | 2  | Barnsley                              | 0 | [ 25 ]  |
| 1 April 1914      | FA Cup Semi final Replay             | Burnley                       | 1  | Sheffield United                      | 0 | [ 26 ]  |
| 14 March 1925     | Inter-League Match                   | Football League XI            | 4  | Scottish League XI                    | 3 | [ 21 ]  |
| 26 March 1928     | FA Cup Semi final Replay             | Huddersfield Town             | 0  | Sheffield United                      | 0 | [ 27 ]  |
| 25 September 1929 | Inter-League Match                   | Football League XI            | 7  | Irish League XI                       | 2 | [ 28 ]  |
| 3 December 1934   | FA Cup 1st round, 2nd replay         | Format:Afc                    | 2  | Southport                             | 1 | [ 29 ]  |
| 11 May 1935       | Inter-League Match                   | Football League XI            | 10 | Welsh Football League/Irish league XI | 2 | [ 30 ]  |
| 21 October 1936   | Inter-League Match                   | Football League XI            | 2  | Scottish League XI                    | 0 | [ 21 ]  |
| 4 November 1939   | Representative Match                 | Football League XI            | 3  | All British XI                        | 3 | [ 31 ]  |
| 19 February 1947  | Inter-League Match                   | Football League XI            | 4  | Irish League XI                       | 2 | [ 28 ]  |
| 24 January 1948   | FA Cup 4th round                     | Manchester United (home team) | 3  | Liverpool                             | 0 | [ 32 ]  |
| 2 April 1949      | FA Cup Semi final Replay             | Wolverhampton Wanderers       | 1  | Manchester United                     | 0 | [ 33 ]  |
| 21 September 1949 | Friendly International               | Anglia                        | 0  | Irlanda                               | 2 | [ 34 ]  |
| 14 March 1951     | FA Cup Semi final Replay             | Blackpool                     | 2  | Birmingham City                       | 1 | [ 35 ]  |
| 19 May 1951       | Friendly International               | England                       | 5  | Portugal                              | 2 | [ 36 ]  |
| 10 October 1951   | Inter-League Match                   | Football League XI            | 9  | League of Ireland XI                  | 1 | [ 37 ]  |
| 7 December 1955   | Inter-League Match                   | Football League XI            | 5  | League of Ireland XI                  | 1 | [ 38 ]  |
| 15 January 1958   | U23 International                    | England u23                   | 3  | Scotland u23                          | 1 | [ 39 ]  |
| 23 September 1959 | U23 International                    | England u23                   | 0  | Hungary u23                           | 1 | [ 39 ]  |
| 8 February 1961   | U23 International                    | England u23                   | 2  | Wales u23                             | 0 | [ 39 ]  |
| 17 august 1963    | FA Charity Shield                    | Everton                       | 4  | Manchester United                     | 0 | [ 40 ]  |
| 5 January 1966    | Friendly International               | England                       | 1  | Polonia                               | 1 | [ 41 ]  |
| 13 august 1966    | FA Charity Shield                    | Everton                       | 0  | Liverpool                             | 1 | [ 40 ]  |
| 1 May 1968        | U23 International                    | England u23                   | 4  | Hungary u23                           | 0 | [ 39 ]  |
| 30 November 1970  | FA Cup 1st round, 2nd replay         | Tranmere Rovers               | 0  | Scunthorpe United                     | 1 | [ 42 ]  |
| 19 April 1972     | FA Cup Semi final Replay             | Arsenal                       | 2  | Stoke City                            | 1 | [ 43 ]  |
| 18 March 1974     | FA Cup 6th round replay              | Newcastle United              | 0  | Nottingham Forest                     | 0 | [ 44 ]  |
| 21 March 1974     | FA Cup 6th round, 2nd replay         | Nottingham Forest             | 0  | Newcastle United                      | 1 | [ 44 ]  |
| 4 April 1979      | FA Cup Semi final replay             | Manchester United             | 1  | Liverpool                             | 0 | [ 45 ]  |
| 17 May 1983       | UEFA U18 Championship Finals Group A | West Germany u18              | 3  | Bulgaria u18                          | 1 | [ 46 ]  |
| 13 April 1985     | FA Cup Semi final                    | Manchester United             | 2  | Liverpool                             | 2 | [ 47 ]  |
| 6 April 1989      | U18 International                    | England u18                   | 0  | Switzerland u18                       | 0 | [ 48 ]  |
| 17 January 1991   | FA Cup 3rd Round                     | Woking (home team)            | 0  | Everton                               | 1 | [ 49 ]  |
| 13 November 1993  | FA Cup 1st round                     | Knowsley United               | 1  | Carlisle United                       | 4 | [ 50 ]  |
| 6 June 1995       | Umbro Cup                            | Brazilia                      | 3  | Japonia                               | 0 | [ 51 ]  |
| 9 September 2003  | UEFA U21 Championship Qualifying     | England u21                   | 1  | Portugal u21                          | 1 | [ 52 ]  |